# 阿爾德門站
阿爾德門站（英語：Aldgate tube station）是倫敦地鐵的車站，得名於阿爾德門，位於倫敦市。阿爾德門站是環線的車站，也是大都會線之總站。位於倫敦第1收費區。車站開通於1876年。